# Tuʻi Malila

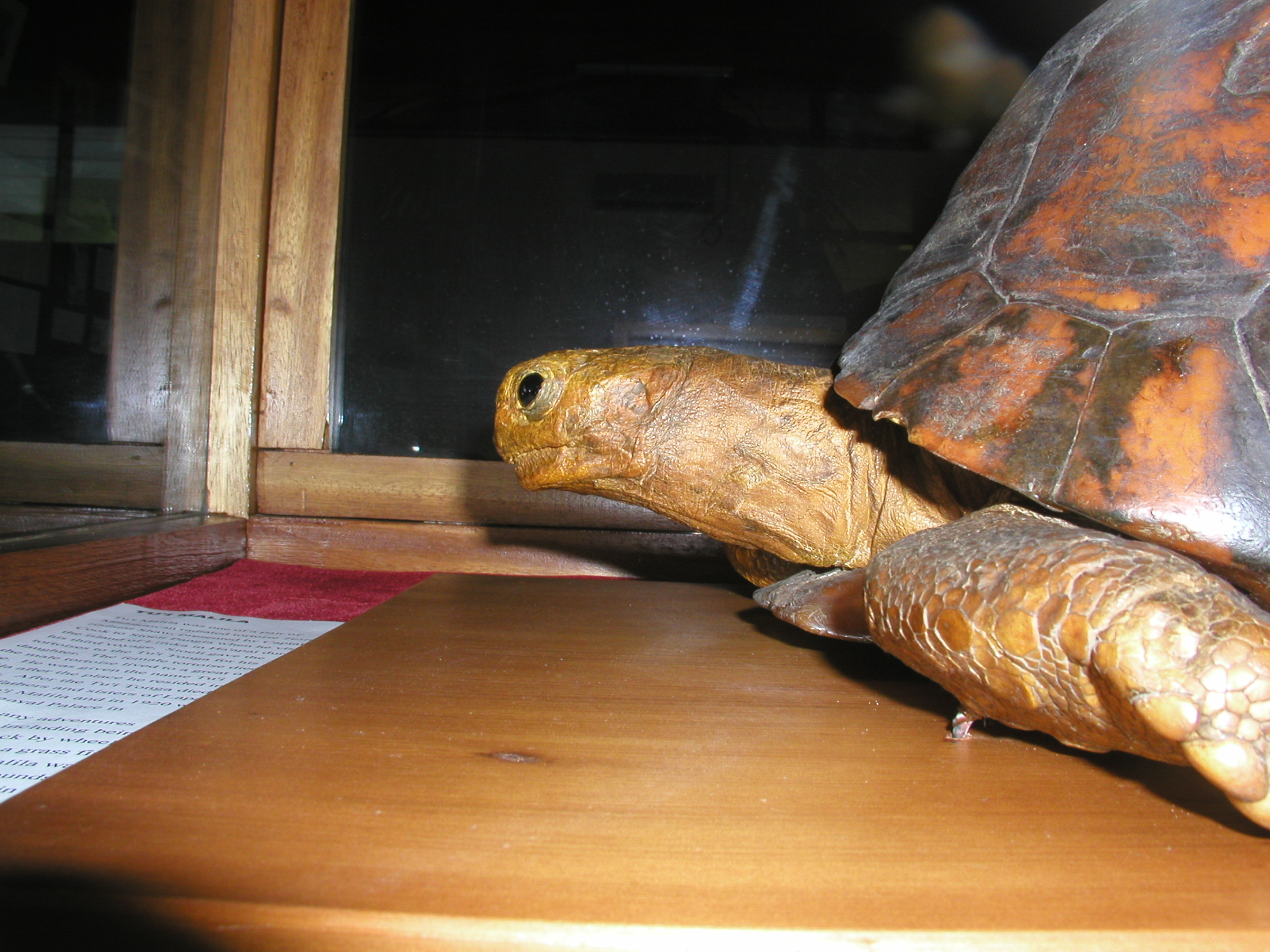
Bild des erhaltenen Körpers, 2003

Tuʻi Malila (* vor 1778; † 19. Mai 1965) war der Name einer Schildkröte, die die königliche Familie von Tonga gemäß der Überlieferung von Kapitän James Cook geschenkt bekam. Es handelte sich dabei um eine Strahlenschildkröte (Astrochelys radiata) aus Madagaskar.
Die Schenkung durch Cook soll demnach 1777 während seiner dritten Südseereise erfolgt sein. Bei einem Besuch von Königin Elisabeth II. und Prinz Philip 1953 präsentierte Königin Salote den beiden die Schildkröte als „älteste Bewohnerin ihres Königreichs“. Das Tier lebte bei der königlichen Familie bis zu seinem natürlichen Tod am 19. Mai 1965. Nach diesen Angaben wäre Tuʻi Malila mindestens 188 Jahre alt gewesen. Sie galt damit als die älteste aller Schildkröten und zugleich aller Landwirbeltiere, bis 2006 das Alter der indischen Riesenschildkröte Adwaita bekannt wurde, die mit vermutlich 255 Jahren noch ein weit höheres Alter erreichte.

## Belege
1. 1 2 3   The Royal Tour 1953 bei tongaturismo.info (en)
2. ↑   Matt Fletcher, Nancy Keller: Tonga. Your passport to a Polynesian paradise, Lonely Planet, Melbourne / London 2001, ISBN 1-740-59061-9 (Seite 92)